# Melody Thomas Scott
Melody Thomas Scott (Los Angeles, 18 aprile 1956) è un'attrice statunitense.
Nata come Melody Ann Thomas e ha preso il cognome Scott, dopo il matrimonio con il produttore Edward J. Scott. È nota al grande pubblico per l'interpretazione di Nikki Newman in Febbre d'amore.

## Filmografia parziale

### Cinema
- Marnie, regia di Alfred Hitchcock (1964)
- La notte brava del soldato Jonathan (The Beguiled), regia di Don Siegel (1971)
- I giustizieri del West (Posse), regia di Kirk Douglas (1975)
- Il pistolero (The Shootist), regia di Don Siegel (1976)
- La macchina nera (The Car), regia di Elliot Silverstein (1977)
- Fury (The Fury), regia di Brian De Palma (1978)
- Piraña (Piranha), regia di Joe Dante (1978)

### Televisione
- Febbre d'amore (The Young and the Restless) - soap opera (1979-in corso)
- Beautiful (The Bold and the Beautiful) - soap opera (2022)

## Doppiatrici italiane
- Flavia Fantozzi in Febbre d'amore (2ª edizione)
- Anna Rita Pasanisi in Piraña e Febbre d'amore (3ª voce, 1ª edizione)
- Serena Verdirosi in Marnie e Febbre d'amore (1ª voce, 1ª edizione)
- Micaela Esdra in Febbre d'amore (2ª voce, 1ª edizione)
- Liliana Sorrentino in Fury, La macchina nera
- Maura Cenciarelli in La Tata